# Detective privato... anche troppo
Detective privato... anche troppo (Follow Me!) è un film britannico del 1972 diretto da Carol Reed.

## Trama
Belinda è sposata da diversi anni con Charles, che è un consulente fiscale. Charles sospetta che abbia una doppia vita e decide di farla monitorare da un detective privato, il quale scopre tuttavia che in realtà la giovane trascorre il tempo visitando musei, monumenti e parchi di Londra. Grazie a questo, la coppia potrà tornare insieme, ma Belinda pretenderà che, d'ora in poi, suo marito le dedichi più tempo e l'accompagni nei suoi tour della città.

## Riconoscimenti
- 1972 – Festival internazionale del cinema di San Sebastián
  - Concha de Plata alla migliore attrice a Mia Farrow
  - Concha de Plata al miglior attore a Chaim Topol